# 81-561
81-561 «Рито́р» — экспериментальный тип электровагонов метрополитена, созданный на базе 81-714.

## История
Вагон метро типа 81-561 «Рито́р» выпущен вагоностроительным заводом имени Егорова в Санкт-Петербурге в 1993 году. Особенностью этого вагона было наличие реостатно-тиристорно-импульсного регулирования тяговых электродвигателей.
Вагон предназначался исключительно для испытаний электронного оборудования, поэтому для его изготовления был взят кузов со списанного Петербургским метрополитеном электровагона типа Ем № 3748. Переоборудованный вагон получил бортовой номер 11342 и заводское обозначение 81-561 «Рито́р».

## Описание
Электровагон был изготовлен в промежуточном исполнении: у него отсутствовала кабина машиниста, для того, чтобы имелась возможность сцеплять «Ритор» с вагонами метро типов 81-717/714 и их модификаций.
Пассажирский салон был обшит декоративным пластиком, салон был оборудован люминесцентным освещением и новыми пластиковыми сиденьями, аналогичными установленным в опытном асинхронном составе из метровагонов 81-550/551/552. Снаружи «Ритор» практически ничем не отличался от метровагона типа 81-541, так как имел стандартную для данных вагонов окраску.

## Эксплуатация
В течение нескольких лет «Ритор» проходил испытания в электродепо «Московское», но впоследствии был заброшен и в 2003 году передан на завод имени Егорова. В 2005 году был переоборудован в контактно-аккумуляторный электровоз 81-581.3 для Казанского метрополитена и получил бортовой номер 10297.